# Maquis de Lignières-la-Doucelle
 (avril 2014).
- Si vous ne connaissez pas le sujet, laissez ce bandeau (vous pouvez alors contacter les auteurs).
- Si vous supprimez le contenu mis en cause (vous pouvez préalablement contacter les auteurs),

argumentez précisément cette suppression dans la page de discussion
(un manque de référence n'est pas un argument ; une recherche réelle de référence doit avoir été effectuée, être formellement documentée).
 (décembre 2014).
Le maquis de Lignières-la-Doucelle est un maquis du département de la Mayenne pendant la Seconde Guerre mondiale. Il était situé au village de la Gerarderie, entre la rivière Le Teilleul] et la forêt de Monaye, à deux kilomètres de Lignières-la-Doucelle (aujourd'hui Lignières-Orgères).

## Historique
À l'annonce du Débarquement, et pour l'exécution du Plan Tortue, des cadres de la résistance lié à l'OCM, et aux FTPF, cherchent fin mai 1944 à créer un maquis rassemblant des résistants et pourvus en armes dans le nord de la Mayenne.
Almire Viel reçoit des armes par l'intermédiaire de Jacques Foccart. Almire et sa fille Simone sont rejoints par Albert Ravé du groupe FTPF de La Baroche-Gondouin, lié à Louis Pétri. L'endroit est choisi le 3 juin pour le maquis. Il est à l'orée de la forêt de Monnaye. C'est une ferme isolée, occupée et exploitée par Gustave Bobot.
Il est prévu qu'au fur et à mesure, des groupes de résistants des départements limitrophes : Ille-et-Vilaine, Orne, Manche rejoignent les groupes locaux. Le but était d'arriver à un nombre entre 500 et 600 résistants.
Les groupes sont sous le commandement de Louis Pétri et d'Almire Viel. Après le 6 juin, les résistants opèrent les premiers coups de main. Ils sont alors une quarantaine dont André Mazeline, et Daniel Desmeulles.
Le 13 juin, le maquis est démantelé par les Allemands, à la suite d'une dénonciation d’un collaborateur notoire de Joué-du-Bois. Le camp est attaqué par 180 Allemands armés de matériel lourd et de mortiers. Au terme du combat, seuls les commandants, Viel, Petri, Mazeline et une poignée de leurs hommes parviennent à s'enfuir. Ils se replient en forêt puis à Ciral. Les maquisards qui avaient échappé au carnage et d’autres avertis sur leur route, s’installent en de nouveaux lieux : Saint-Mars-du-Désert (Jean Séailles), Chevaigné-du-Maine, La Baroche-Gondouin, les Chapelles.
Trois jours plus tard, les SS, avec des membres de la Milice incendient en représailles l’école publique, la mairie, plusieurs maisons et fermes.

## Sources
- Lignères-la-Doucelle le 13 juin 1944